# ASG (banda)
ASG es un grupo de rock. Proceden de Wrightsville Beach, Condado de New Hanover en Carolina del Norte, Estados Unidos de la década de los 2000, formado en el año 2001. Conformada por Jasón Shi (voz y guitarra), Andy Ellis (bajo), Scott Key (batería) y Jonah Citty (guitarra). La banda posee un gran reconocimiento de la comunidad Underground, como así su música se ha exhibido en distintos programas para el canal de televisión, "MTV".

## Banda
ASG se inició con el nombre de "All Systems Go", pero se redujo a ASG después de descubrir que otra banda ya tenía ese nombre. La banda se inició como un proyecto de música instrumental, quienes lo conformaban Jason Shi en el ritmo, Andy Ellis en el bajo y en la batería a Scott Key, luego decidieron agregar un vocalista a la banda, tras fracasada su búsqueda, eligieron al integrante Jason Shi como vocalista para el grupo.
Grabaron su álbum debut con el mismo nombre de la banda, en 2002. Desde entonces, firman con Volcom Entrertainament y comienzan a viajar por el país promocionando su nuevo álbum.
En 2003, lanzan su segundo álbum, The "Amplification of Self-Gratification", e inmediatamente comienza una gira para promocionarlo, tocando en las ediciones de 2003 y 2004 del "Vans Warped Tour". Después del "'04 Vans Warped Tour", la banda llega a Los Ángeles para grabar su tercer álbum, "Feeling Good is Good Enough" el cual fue producido por Matt Hyde y Phil Caivano.
Poco después de terminar "Feeling Good is Good Enough", el segundo guitarrista, Jonah Citty, se une para ayudar a recrear los sonidos del álbum en directo. John Staton de News-Stars categoriza al álbum como uno "de los diez mejores de 2005".
En 2008 el grupo lanza su cuarto álbum, "Win Us Over", el cual fue producido nuevamente por Matt Hyde y cuenta con invitados vocales como Blag Dahlia, en el tema "Palm Springs".
En junio de 2009, ASG publicó un EP compartido con Black Tusk, titulado, "Low Country", que fue grabado en directo, en la Jam Room de Columbia, y fue producido por Phillip Cope de Kylesa. El artwork para "Low Country" fue realizado por John Dyer Baizley de Baroness.
Las canciones de los álbumes de ASG, han sonado en la cadena de televisión MTV, en programas como, "Viva La Bam", "Rob & Big", "Living Lahaina", "Homewrecker", "Bam's "Unholy Union", "Road Rules/Real World Challenge", "Remaking Vince Neil", y como música de fondo en numerosos videos de surf, skateboard y snowboard. Su canción "The Dull Blade", del álbum "Win Us Over", se incluyó en la banda sonora del videojuego Skate 2 y "Dream Song" (Win Us Over), se incluirá en la banda sonora de la remasterización del videojuego, Splatterhouse.
ASG ha realizado giras con bandas como The Dwarves, CKY and Torche. Tocan una mezcla de punk rock, southern rock, stoner rock y metal. Tocaron en el Volcom Tour 2007. En septiembre de 2008, tocan en el "Volcom Tour 2008" con grupos como Motörhead, Thorr Valient y Year Long Disaster. Sustituyendo a The Misfits y Airbourne, quienes se habían retirado de la gira.
En el año 2009, ASG abre el "summer tour" para la banda CKY y la banda sueca Graveyard.
El vocalista y guitarrista Jason Shi es el principal compositor de la banda. Las influencias del grupo incluyen a Queens of the Stone Age y Ween. En una crítica del álbum Win Us Over, Allmusic escribe que el sonido del grupo combina "las mejores cualidades de Kyuss y Queens of the Stone Age".

## Discografía
- 2002: ASG
- 2003: The amplification of self-gratification
- 2005: Feeling Good Is Good Enough
- 2007: Win Us Over
- 2009: Low Country (with Black Tusk)
- 2013: Blood Drive